# 切拉蒂卡
切拉蒂卡（義大利語：Cellatica），是意大利布雷西亚省的一个市镇。总面积6.5平方公里，人口4942人，人口密度760.3人/平方公里（2009年）。国家统计（ISTAT）代码为017048。